# David Payne (pintor)

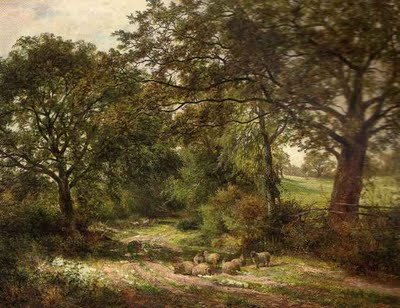
Sweet Summer - 1876

David Payne (Annan, Dumfries and Galloway, 1843 – 1894, Sheffield) foi um pintor paisagista escocês. Viveu grande parte de sua vida nas cidades de Barrow-in-Trent, Duffield e Derby, a última possui o Derby Museum and Art Gallery, onde estão compiladas muitas de suas obras.